# Street Fighter (videojuego)

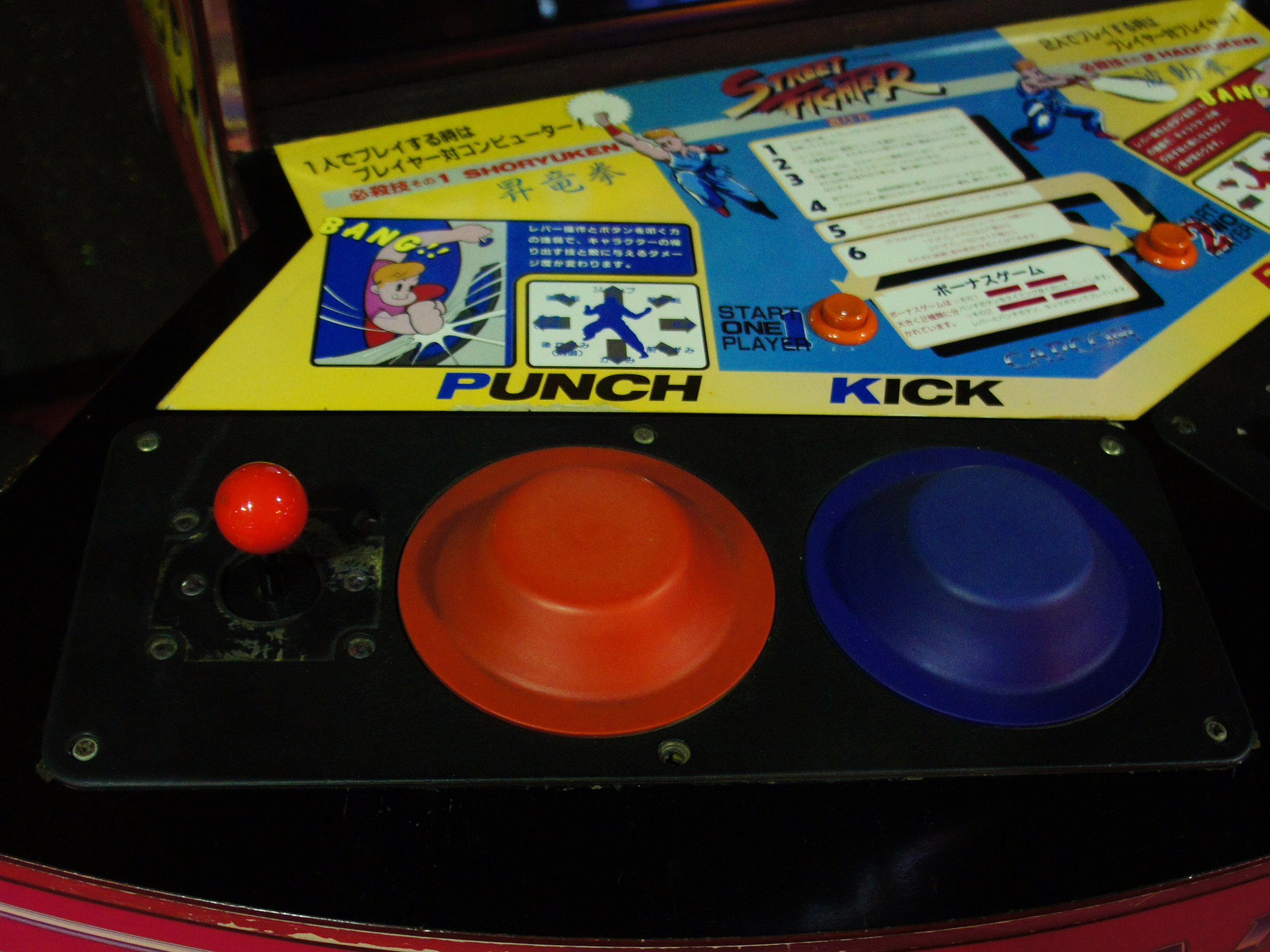
Mandos en una cabina de Street Fighter.

Street Fighter (ストリートファイター Sutorîto Faitâ?) es un videojuego de pelea desarrollado por Capcom en 1987.

## Jugabilidad
A nivel jugable se presentaba como un juego difícil de dominar, ya que fue la primera recreativa (arcade) que utilizaba seis botones para golpear (tres para puñetazo flojo/medio/fuerte y otros tres para patada floja/media/fuerte). Y no sólo en el tema de los botones, también los golpes especiales se tenían que realizar haciendo semicírculos o círculos combinándolos con puñetazos o patadas. Esto hacía que fuera un juego de complicado manejo, pero si se profundizaba, Street Fighter se descubría como un juego muy jugable. Con mucha práctica se podían llegar a dominar los difíciles Hadoken (Bola de energía), Shoryuken (Puño de Dragón) y Tatsumaki Senpu-Kyaku (Patada Huracán), esto era vital para ser un buen jugador, ya que la CPU hacía poco por evitar estos golpes y un solo Hadoken quitaba casi la mitad de vida del oponente. Evidentemente, este complicado manejo al final no lo fue tanto, ya que aún a día a día, los siguientes capítulos de Street Fighter mantienen el mismo sistema de botones y control.
En Street Fighter sólo disponía de dos luchadores: Ryu y Ken, muy parecidos entre sí pero con diferente apariencia (Ryu es moreno y de cabello castaño con karategi blanco y Ken es blanco de cabello rubio de media melena con karategi rojo). Ambos luchadores se presentaban como karatekas principales, y sabían hacer las mismas técnicas. Aquí se podía ver que ya en el primer Street Fighter, Ryu y Ken ya sabían hacer sus técnicas más conocidas, como son los mencionados Hadoken, Shoryuken y Tatsumaki Senpu-Kyaku.
A diferencia de los juegos siguientes de la saga, en este cada país tenía dos luchadores que era obligatorio vencer para pasar a la siguiente fase.
Al principio del juego se escogía el país en donde se empezaba estos eran Japón, EE. UU., China e Inglaterra. Y según el que se escogiera primero el orden variaba, pero siempre el último país era Tailandia.
- Japón, EE. UU., China e Inglaterra.
- EE. UU., Inglaterra, Japón, y China.
- Inglaterra, China, EE. UU. y Japón.
- China, Inglaterra, Japón, y EE. UU.

También cabe destacar que el perdedor en combate era pasado en conteo del 9 al 0 golpeado y se podría decir que humillado.

## Personajes
Al igual que la mayoría de juegos de Street Fighter, en este también las peleas transcurrían en diferentes partes del mundo. Street Fighter poseía un par de luchadores por país, por lo que, aunque el juego solo presentaba a dos personajes jugables, había una decena de personajes controlados por la CPU con los que combatir. Estos luchadores (y sus países respectivos) eran:

### Personajes principales
| Japón          | Ryu         |
| Estados Unidos | Ken Masters |

### Enemigos
| Japón          | Retsu  |
| Japón          | Geki   |
| China          | Gen    |
| China          | Lee    |
| Estados Unidos | Mike   |
| Estados Unidos | Joe    |
| Reino Unido    | Birdie |
| Reino Unido    | Eagle  |

### Jefes finales
| Tailandia | Adon (subjefe)     |
| Tailandia | Sagat (jefe final) |

### Trayectoria del juego
- Japón: este es el país de Ryu. Al entrar aquí se podía ver las caras con Retsu, un monje budista y Geki, un ninja que desaparecía, era muy rápido y lanzaba continuamente shuriken.

- Estados Unidos: este es el país de Ken Masters. Aquí se podía encontrar a Joe, un corpulento luchador de full contact sin camiseta y pantalón rojo; y a Mike, un boxeador afrodescendiente, que a pesar de sus similitudes con Balrog (conocido en Japón como M. Bison), Capcom ha afirmado que no son el mismo personaje.

- China: en este país se encontraban Lee un luchador con el típico traje chino y tío de los actuales personajes Yun y Yang y a Gen un luchador de barba blanca y túnica púrpura, que años después fue rescatado para incluirlo en el plantel de Street Fighter Alpha 2.

- Reino Unido: es ente país estaba Birdie, que también fue rescatado para incluirlo en Street Fighter Alpha y el otro era Eagle. Es un elegante luchador que usaba unas varas para golpear, y que también fue rescatado de este juego para incluirlo en Capcom vs. SNK 2: Mark of the Millennium 2001 y posteriormente en Street Fighter Alpha 3, pero solo en las versiones de Game Boy Advance y PlayStation Portable.

- Tailandia: en este país se enfrentaba a un complicado luchador de muay thai llamado Adon, quien vuelve a la luz en Street Fighter Alpha. Cabe destacar que en caso de superar a todos los rivales, el último rival era Sagat, un tailandés de dos metros de altura que atacaba continuamente con golpes de muay thai y que era muy difícil de vencer.

Es en el combate final donde Ryu (protagonista de toda la saga), le deja la característica cicatriz en el pecho a Sagat, la cual se podrá ver en posteriores versiones del juego.